# Beta Circini
Beta Circini (β Cir, β Circini) é uma estrela na constelação de Circinus. Com uma magnitude aparente visual de 4,07, é a segunda estrela mais brilhante da constelação, sendo visível a olho nu em locais sem muita poluição luminosa. De acordo com sua paralaxe, está localizada a uma distância de 99,7 anos-luz (30,6 parsecs) da Terra.
Beta Circini é uma estrela de classe A da sequência principal com um tipo espectral de A3Va, em que a notação 'a' indica que possui luminosidade superior à normal para estrelas desse tipo. Possui uma massa de 1,96 vezes a massa solar, raio entre 1,3 e 2,0 vezes o raio solar e está brilhando com quase 18 vezes a luminosidade solar. Sua atmosfera irradia essa energia a uma temperatura efetiva de 8 676 K, a qual dá à estrela a coloração branca típica de estrelas de classe A.
Em 2015, foi publicada a descoberta por imagens diretas de uma anã marrom orbitando Beta Circini, denominada Beta Circini B, observada a uma separação de 217,8 segundos de arco da estrela primária, o que corresponde a uma separação física de 6 656 UA. As duas estrelas estão à mesma distância da Terra e possuem o mesmo movimento pelo espaço, comprovando que formam um verdadeiro sistema binário. Beta Circini B tem tipo espectral L1 e temperatura efetiva de 2 084 K. Sua massa foi estimada em 5,6% da massa solar (58,7 massas de Júpiter).
Beta Circini emite excesso de radiação infravermelha, o que é explicado pela presença de um disco circunstelar ao seu redor. Estima-se que esse disco esteja a 12 UA da estrela e possua uma temperatura de 170 K. É improvável que a anã marrom interaja com o disco, a não ser que esteja em uma órbita altamente elíptica, considerando sua grande separação atual. O sistema Beta Circini já foi considerado possível membro dos grupos cinemáticos TW Hydrae, AB Doradus e Beta Pictoris, com diferentes graus de probabilidade, mas essas associações foram descartadas devido à incompatibilidade com a idade determinada por modelos evolucionários, que é de 370 a 500 milhões de anos.